# Década de 1020 a.C.

## Acontecimentos
- 1027 a.C.: Após três anos de exílio, Absalão retorna a Jerusalém.[1]
- 1026 a.C.: Simbar-Sipaque, rei da Babilônia, sucedendo a Nabusumulibur.[2]
- 1025 a.C.: Absalão põe fogo na colheita de Joabe, e com isto consegue ser recebido por seu pai, o rei Davi, que não o havia visto desde seu exílio.[1]
- 1024 a.C.: Ano sabático em Israel.[1]
- 1023 a.C.: Absalão se rebela contra Davi, quarenta anos após Davi ter sido ungido rei pelo profeta Samuel. Absalão segue os conselhos de Aitofel.[1]
- 1023 a.C.: Davi compõe os Salmos 3 [3] e 55.[4] Simei, da tribo de Benjamim, amaldiçoa Davi quando este foge.[1]
- 1023 a.C.: Aitofel, vendo que Absalão não segue mais seus conselhos, se suicida por enforcamento.[1]
- 1023 a.C.: Batalha entre Davi e Absalão. Absalão é derrotado, na fuga fica preso pelos cabelos em uma árvore, e é morto por Joabe.[1]
- 1023 a.C.: Após a vitória sobre Absalão, Israel se rebela contra Davi. A revolta termina quando Seba, filho de Bicri,[Nota 1] líder dos revoltosos, é decapitado.[1]
- 1021 a.C.: Fracassa a colheita deste ano, e ocorre fome em Israel. A fome durou três anos, e foi enviada por culpa de Saul, que havia derramado o sangue dos gibeonitas.[1]

## Mortes
- 1023 a.C.: Aitofel, enforcando-se.[1]
- 1023 a.C.: Vinte mil soldados do exército de Absalão, mortos em batalha contra as forças de Davi.[1]
- 1023 a.C.: Absalão, filho de Davi, morto por Joabe.[1]
- 1023 a.C.: Seba, filho de Bicri, que se revoltou contra Davi, decapitado em Abel.[1]